# Harmony Corruption
Harmony Corruption (с англ. — «Разрушение Гармонии»)— третий студийный альбом группы Napalm Death. Был выпущен 3 сентября 1990 года.

## Об альбоме
Harmony Corruption сильно отличается от предшествующих двух, и гораздо больше дэт-метал, чем грайндкор, по звучанию близок к раннему творчеству Death или Deicide, записывался в той же студии, что и они, и обладает экстремально тяжёлыми риффами и низкими вокалами. Скорость альбома  заметно ниже.
После ухода вокалиста Ли Дорриана место его занял Марк «Барни» Гринуэй. Помимо смены вокалиста, этот альбом был последним для барабанщика Мик Харриса в составе Napalm Death.
В ранние версии издания альбома в диск был также включён EP Mentally Murdered, реализованный годом ранее (в конце), и таким образом число треков составляло 17. В настоящее время издания альбома не содержат ничего, кроме 11 стандартных композиций.
В одной композиции альбома — «Unfit Earth» принимал участие гостевой вокалист дэт-метал-группы Obituary Джон Тарди. На этой же композиции принимал участие ещё один гостевой вокалист Глен Бентон, принадлежащей к дэт-метал-группе Deicide.
В Британских чартерах альбом занял 67 место (пиковый подъём). Также выпускалось лимитированное винил-издание с бонусом LP — live, записанное на I.C.A.

## Список композиций
1. "Vision Conquest" – 2:42
2. "If the Truth Be Known" – 4:12
3. "Inner Incineration" – 2:57
4. "Malicious Intent" – 3:26
5. "Unfit Earth" – 5:03
6. "Circle of Hypocrisy" – 3:15
7. "The Chains that Bind Us" – 4:08
8. "Mind Snare" – 3:42
9. "Extremity Retained" – 2:01
10. "Suffer the Children" – 4:21
11. "Hiding Behind" – 5:15 (bonus track)

### Вместе сMentally MurderedEP
1. "Rise Above" – 2:42
2. "The Missing Link" – 2:17
3. "Mentally Murdered" – 2:11
4. "Walls of Confinement" – 2:56
5. "Cause and Effect" – 1:26
6. "No Mental Effort" – 4:08

### Бонус LP 'Live I.C.A. London June 29 1990' (лимитированное издание)
1. "Rise Above"
2. "Success?"
3. "From Enslavement to Obliteration"
4. "Control"
5. "Walls of Confinement"
6. "Instinct of Survival"
7. "Siege of Power"
8. "Avalanche Master Song" (Godflesh кавер)
9. "You Suffer?"
10. "Deceiver"

## Участники записи
- Марк «Барни» Гринуэй - вокал
- Шэйн Эмбери - бас
- Митч Харрис - гитара
- Джесси Пинтадо - гитара
- Мик Харрис - Барабаны
- Джон Тарди (от Obituary) - дополнительный вокал в "Unfit Earth"
- Глен Бентон (от Deicide) - дополнительный вокал в "Unfit Earth"
- Билл Стир - гитара в треках 12-17
- Ли Дорриан - вокал в треках 12-17